# Американо-южнокорейские отношения
Американо-южнокорейские отношения — двусторонние дипломатические отношения между США и Республикой Корея.

## История
В 1882 году США и корейская династия Чосон установили дипломатические отношения заключив Договор о мире, дружбе, торговле и навигации, а первый американский дипломатический посланник прибыл в Корею в 1883 году. В 1910 году стартовал 35-летний период японского колониального господства в Корее. После капитуляции Японии в конце Второй мировой войны в 1945 году, корейский полуостров был разделен по 38-й параллели на две зоны оккупации. США заняли юг страны, а Советский Союз — север. В 1948 году на территории бывшей единой Кореи были созданы две страны — Республика Корея на юге и Корейская Народно-Демократическая Республика (КНДР) на севере.
25 июня 1950 года северокорейские войска вторглись в Южную Корею. Под руководством Соединенных Штатов, коалиция из 16-ти стран Организации Объединенных Наций взяла на себя оборону Южной Кореи. Затем последовало вступление Китая в войну на стороне Северной Кореи, конфликт перешел в затяжную фазу. 27 июля 1953 года закончилась активная фаза боевых действий, мирный договор так и не был подписан. Северная и Южная Корея имеют сложные отношения со времен окончания Корейской войны. Эти две страны разделены демилитаризованной зоной.
В течение десятилетий после войны, Южная Корея пережила ряд политических потрясений под руководством авторитарных лидеров, но благодаря усилиям и протестам со стороны гражданского общества страна встала на путь демократии. В 1980-х годах активизировалось либерально-демократическое движение и Южная Корея начала переход к демократии. 
США и Южная Корея имеют долгую историю дружбы и сотрудничества на основе общих ценностей и интересов. Две страны сотрудничают в борьбе с региональными и глобальными угрозами, а также с целью укрепления их экономик. Соединенные Штаты имеют военные базы в Южной Корее с целью выполнения своих обязательств, прописанных в американо-южнокорейском договоре о взаимной обороне (т.е. оказать помощь Южной Корее в защите от внешней агрессии). США и Южная Корея тесно координируют свои усилия по северокорейской ядерной проблеме и денуклеаризации Корейского полуострова.

## Двусторонние экономические отношения
За последние несколько десятилетий, Республика Корея достигла удивительно высокого уровня экономического роста и в настоящее время является седьмым крупнейшим торговым партнером США. Между странами налажены связи по поставке промышленных товаров, сельскохозяйственной продукции, услуг и технологий. 15 марта 2012 года вступило в силу Соглашение о свободной торговле, что подчеркивает глубину двусторонних торговых связей между странами. 
С 11 по 12 мая 2018 г. запланированы совместные маневры ВВС Max Thunder между вооруженными силами США и Республикой Корея. 
Совместные военные учения США и Республики Корея Key Resolv и Foal Eagle будут возобновлены 1 апреля 2018 г. 
9 мая 2019 г. в Сеуле запланированы трёхсторонние переговоры высокопоставленных военных США, Республикой Корея и Японии. Участники встречи намерены обсудить вопросы безопасности, в частности расширение сотрудничества в связи с ситуацией в КНДР. 
В 2020 году США и Южная Корея продолжат проводить совместные военные маневры, но с учетом дипломатических усилий на северокорейском направлении. 
Министр иностранных дел Республики Корея Чон Ый Ен 10 февраля 2021 г. заявил о необходимости дальнейшего развития американо-южнокорейского альянса "более прочным, взаимовыгодны и всеобъемлющим образом". 

## Сотрудничество в космосе
Президент Республики Корея Мун Чжэ Ин заявил, что планирует ускорить разработку космических ракет-носителей в рамках программы освоения космоса благодаря совместному сотрудничеству с США.
29 августа 2021 г.  начальником штаба ВВС Республики Корея генералом - лейтенантом Пак Ин Хо и командующим космических операций США Джоном Рэймондом было подписано соглашение о создании единого консультативного центра по космической безопасности.

## Военное сотрудничество
С 31 октября по 4 ноября 2022 года США и Республика Корея планируют начать крупномасштабные воздушные учения. Со стороны ВВС Республики Корея в учениях будут участвовать около140 самолетов, включая истребители F-35A, F-15, и KF-16, а со стороны США 100 самолетов, в том числе истребители F-35B с американской военной базы в Японии.
США и Республика Корея с 7-8 октября 2022 г. с целью противодействия ракетно-ядерной программе КНДР провели совместные военно-морские учения в Японском море с участием атомного авианосца ВМС США «Рональд Рейган».
7 декабря 2022 года Государственный департамент США одобрил экспорт военно-транспортных вертолетов «Чинук» в Республику Корея на сумму более 1,5 млрд долларов.
В январе 2023 года центр стратегических и международных исследований США порекомендовал правительству Республики Корея рассмотреть вопрос о подготовке к возможному размещению тактического ядерного оружия ВС США на своей территории для «сдерживания КНДР».
27 января 2023 года начальники штабов армий США и Республики Корея генерал Джеймс Мак Конвилл и генерал Пак Чжон Хван подписали в Вашингтоне соглашение «Стратегическое видение», которое включает в себя вопросы сотрудничества в области военной науки и техники, а также в космосе. Стороны договорились расширить масштабы и уровень двустороннего сотрудничества, чтобы «превратить союз Республики Корея и США в глобальный всеобъемлющий стратегический альянс.
В феврале 2023 года госсекретарь США Энтони Блинкен и министр иностранных дел Республики Корея Пак Джин провели встречу в Вашингтоне, в ходе которой стороны подписали соглашение о научно-техническом сотрудничестве, договорились об усилении сдерживания возможных угроз со стороны КНДР, а также подтвердили цель двух стран по денуклеаризации Корейского полуострова.
Республика Корея и США в феврале 2023 года провели совместные военные учения «Тиковый нож» с привлечением боевых самолетов AC-130J и MC-130J ВВС США.
Впервые за 5 лет в целях «укрепления обороны на фоне ядерных и ракетных угроз со стороны КНДР», с 13 по 23 марта 2023 года  Республика Корея и США провели совместные военные учения «Щит свободы» (Freedom Shield).
В апреле 2023 года CNN сообщил об утечке секретных документов Пентагона. Как было отмечено, в одном из документов в подробностях описывался разговор двух высокопоставленных южнокорейских чиновников, занимающихся национальной безопасностью Южной Кореи по поводу запроса США на поставку боеприпасов для Украины.  Подчеркивалось, что чиновники выражали опасения, что поставки боеприпасов нарушат политику отказа от предоставления летальных средств воюющим странам и один из них предложил в качестве решения поставки через Польшу. Публикация вызвала полемику в Сеуле, официальные лица заявили о планах поднять вопрос на переговорах с США.
По итогам проведенных 15 апреля 2023 года в Вашингтоне переговоров, США, Республика Корея и Япония пришли к соглашению о необходимости регулярно проводить совместные учения для сдерживания угроз со стороны КНДР, а также «поддержания мира и стабильности в регионе».
Министерство обороны Республики Корея опубликовало заявление, согласно которому тактическая группа Военно-морских сил США во главе с десантным кораблем America приняла участие в первых за 10 лет крупномасштабных учениях в Желтом море. Отмечается, что маневры были приурочены к 73-й годовщине высадки американских войск в Инчхоне, которая переломила ход Корейской войны (1950-1953 годы). Изначально планировалось, что военнослужащие США и Республики Корея совместно отработают проведение «крупномасштабной десантной операции».
13 ноября 2023 г. в Сеуле министр обороны Республики Корея Шин Вон Сик и его американский коллега Ллойд Остин приняли участие в 55-й консультативной встрече по безопасности. Южнокорейские СМИ сообщают, что стороны обсудили пути сдерживания от ракетных и ядерных угроз со стороны КНДР, а также возможности укрепления американо-корейского альянса. Кроме того, представители глав оборонных ведомств планируют обсудить сотрудничество в области оборонной науки и промышленности.
В ноябре 2023 г. министры обороны Республики Корея и США Син Вон Сик и Ллойд Остин провели ежегодное двустороннее совещание по вопросам безопасности, по результатам которого стороны подписали обновленную "адаптированную стратегию сдерживания" в отношении КНДР.
Данный документ был обновлен в соответствии с развитием ракетной и ядерной программ КНДР и ее ядерной доктриной. Также, Л. Остин заявил о приверженности США «расширенному сдерживанию», под которым понимается готовность американской стороны применить все средства, включая ядерные, для защиты союзника. 
28 ноября 2023 г. Заместитель командующего объединенными силами Кан Син Чхоль посетил авиабазу Йокота и военно-морскую базу Йокосука в Японии, чтобы проверить, располагающийся на них контингент ВС США и подразделения Командования ООН, которые будут отправлены на Корейский полуостров в случае перехода конфликта между двумя странами в горячую фазу. 
В октябре 2024 года начальник штаба ВВС Республики Корея генерал Ли Ён Су встретился со своим американским коллегой генералом Дэвидом Аллвином и другими официальными лицами в штаб-квартире ВВС. По итогам встречи, стороны заявили о дальнейшем усилении взаимодействии между ведомствами в противостоянии будущим провокационным действиям КНДР. 